# Милитару, Николае
Никола́е Милита́ру (рум. Nicolae Militaru; 10 ноября 1925, Балешти — 27 декабря 1996, Бухарест) — румынский политический, государственный и военный деятель, генерал армии, предположительно агент советской военной разведки. Участник неудавшихся заговоров против Николае Чаушеску. Видный деятель Румынской революции 1989, министр обороны в первом революционном правительстве. Кандидат в президенты Румынии на выборах 1996 года.

## Образование и карьера
Член РКП с 1945 года. Окончил Военную академию имени Фрунзе в Москве (1956).
С 1956 начальник штаба 10-й пехотной дивизии (в звании подполковника), затем командир 2-й механизированной дивизии. С марта 1961 генерал-майор, начальник штаба 3-й армии. В июне 1965 — июле 1969 командовал 3-й армией. В 1969—1978 командовал гарнизоном Бухареста (2-я армия). С 1974 — генерал-полковник. С 1969 — кандидат, с 1974 — член ЦК РКП. В июне 1978 переведён с военной службы на должность заместителя министра промышленного строительства (до февраля 1984 г.). Депутат Великого национального собрания Румынии в 1969–1975 годах.

## Неудачные заговоры
Принимал участие в попытках военных заговоров против диктатора Чаушеску. В 1978 году план был заблаговременно раскрыт Секуритате, после чего Н. Милитару и министр обороны Ион Ионицэ оказались на грани ареста. Милитару было предъявлено обвинение в связях с ГРУ и шпионаже в пользу СССР. Однако он был лишь отстранён от военного командования (возможно, сыграла роль поддержка Москвы).
В 1984 году вновь примкнул к заговору против Чаушеску (с участием И. Ионицэ и генерала Ш. Коштяла). На этот раз план был сорван неожиданной отправкой механизированной бригады на сельхозработы.

Диссидентское движение против Чаушеску началось с момента его назначения на пост генерального секретаря. Первое ядро оппозиционеров образовали генералы Ион Ионицэ, Николае Милитару и Штефан Костял. Они разрабатывали различные планы устранения Чаушеску, в том числе насильственным путём.

Силвиу Брукан

Противостояние Чаушеску со стороны Милитару объяснялось не только сталинистским характером диктаторского режима, но и ориентацией Милитару на Советский Союз — тогда как националистические черты в политике Чаушеску создавали трения с Москвой.

## Революционный генерал
22 декабря 1989 года генерал Милитару появился в занятом восставшими здании телецентра. Присоединившись к революции, он обратился к армии и госбезопасности с призывом отказаться от защиты режима Чаушеску и прекратить кровопролитие:

Солдаты и офицеры! Я генерал-полковник Николае Милитару. Многие из вас знают меня. Я не мог остаться в стороне, когда в Социалистической Республике Румынии совершается преступление. Нельзя допустить, чтобы это преступление легло на румынскую армию.

Я обращаюсь к коллегам-генералам. Товарищ генерал Гушэ! Товарищ генерал Эфтимеску! Товарищ генерал Топличану! Товарищ генерал Войня! Товарищ генерал Дэндаряну! Товарищ генерал Рус!

Остановите бойню! Прикажите войскам вернуться в казармы. Если вы ещё не совершили преступления — остановитесь. Ещё предстоит расследование смерти моего друга генерала Мили. Не знаю, кто был предателем, но это ещё прояснится.

Товарищ Рус! Прикажите не допускать нарушения пределов воздушного пространства СРР. Надеюсь, вы хорошо меня поняли.

Я обращаюсь к друзьям и коллегам из министерства внутренних дел. Товарищ генерал Влад! Товарищ генерал Букуреску! Все, кто принимает решения — остановите бойню, верните войска в казармы!

Что бы ни случилось, не стреляйте! Сейчас я говорю от имени всего румынского народа: радость наших братьев не должна омрачиться нападением на них. Прошу принять к сведению всё, что я сказал.

23 декабря 1989 по приказу Милитару были арестованы заместитель министра внутренних дел, начальник милиции генерал Константин Нуцэ и его заместитель генерал Велику Михаля (в 1978 году Нуцэ участвовал в расследовании военного заговора). В тот же день Нуцэ и Михаля погибли в сбитом вертолёте
26 декабря 1989 Ион Илиеску назначил Николае Милитару министром обороны в новом правительстве Петре Романа. Через день ему было присвоено звание генерала армии. Н. Милитару вошёл также в состав руководства правящего ФНС, символизируя присоединение к революции румынских вооружённых сил. Вместе с вице-премьером Джелу Войканом Войкулеску занимался переформирование Секуритате в новые спецслужбы.
В интервью советскому телевидению Н. Милитару высказывался в пользу «обновления социализма» и подчёркивал, что не отождествляет идеи коммунизма с диктатурой Чаушеску. Такие позиции коррелировались с идеологией Перестройки, доминировавшей тогда в СССР. Однако это противоречило явно антикоммунистической направленности революционного движения. Политическое поражение Милитару сделалось неизбежным.

## Министерство и отставка
На министерском посту Н. Милитару приблизил к себе группу военачальников, находившихся при Чаушеску в опале из-за связей с СССР. Некоторое время оставались на службе и генералы, названные в его обращении 22 декабря (вероятно, сделавшие выводы и быстро сменившие позицию). Это вызывало недовольство антикоммунистически настроенных военных, требовавших радикальной армейской реформы. Кроме того, Милитару воспринимался как креатура ГРУ и СССР в целом. Против него возникла сильная оппозиция в обществе и в армии.
12 февраля 1990 был создан «Комитет демократизации армии», на следующий день до тысячи солдат и младших офицеров провели в Бухаресте митинг против Милитару. 16 февраля 1990 премьер-министр Петре Роман отстранил его от должности и заменил Виктором Стэнкулеску. 22 марта Н. Милитару был уволен в запас.
После отставки в его отношении стали выдвигаться обвинения в причастности к декабрьскому кровопролитию. Он подозревался в том, что намеренно отдавал дезориентирующие приказы, приводившие к столкновениям армии с Секуритате. Утверждалось, что таким образом преднамеренно создавался хаос, которым воспользовался Ион Илиеску для сосредоточения власти в своих руках. Целью действий Милитару называлось установление над Румынией советского контроля.
Отдельно выдвигалось обвинение в организации засады на двух сотрудников антитеррористического подразделения, которые располагали информацией о связях Милитару с советской разведкой и его функции проводника интересов Москвы в Румынии. Однако эти обвинения не получили развития. Досконального расследования не проводилось — возможно, по той причине, что практически всё военное руководство до 22 декабря участвовало в подавлении протестов и не было заинтересовано в публичности.
Сам Милитару категорически отвергал как эти обвинения, так и заявления о своих связях со спецслужбами СССР:

Мы рисковали всем. Не было уверенности, что при свержении Чаушеску русские не поступят как в 1968 году в Чехословакии. В августе 1987 года в Констанце я нелегально пришёл в советское консульство. И был поражён: СССР не будет вмешиваться во внутренние дела Румынии, признает новую власть, история Чехословакии не повторится. Это было. Отсюда, наверное, предположение, будто я агент КГБ.

## Кандидат в президенты
Н. Милитару выдвинул свою кандидатуру на президентских выборах 1996 года. Он был единственным кандидатом, выступавшим против вступления Румынии в НАТО (в этом отражалась, в частности, его пророссийская и прежняя просоветская позиция). Получил поддержку 0,22 % избирателей.
Скончался в Бухаресте 27 декабря 1996 года.

## Награды
- Звание «Борец за победу Румынской революции декабря 1989 года» (13 декабря 1991 года)[10].